# Ctibor Malý
Ctibor Malý, né le 6 décembre 1885 et mort le 8 janvier 1968, est un footballeur international et hockeyeur sur glace international bohémien.

## Biographie
Joueur du SK Slavia Prague, Ctibor Malý reçoit trois sélections avec l'équipe nationale bohémo-morave de football entre 1906 et 1908. Lors de son deuxième match, contre la Hongrie en 1908, il marque son premier et unique but en sélection. Joueur du Slavia Prague jusqu'en 1909, il rejoint le SK Pardubice en 1910.
Avec l'équipe de Bohême de hockey sur glace, il participe à la Coupe Chamonix en 1909 et prend part aux tout premiers matchs de la sélection.